# Hahira (Géorgie)
Hahira est une ville américaine située dans le comté de Lowndes, en Géorgie. Selon le recensement de 2020, sa population est de 3 384 habitants.